# برونو کاروتنوتو
برونو کاروتنوتو (ایتالیایی: Bruno Carotenuto؛ زادهٔ ۸ مهٔ ۱۹۴۱) بازیگر اهل ایتالیا است.
از فیلم‌هایی که وی در آن نقش داشته‌است، می‌توان به به خاطر یک مشت دلار، حقوق، مادام و پاهای طلایی اشاره کرد.